# Хроника Бургоса
Хро́ника Бу́ргоса (лат. Chronicon Burgense) — средневековая латиноязычная анонимная хроника, описывающая события на Пиренейском полуострове от Рождества Христова до 1212 года. Получила название по городу Бургос, в кафедральном соборе которого эта хроника была обнаружена.

## Описание
«Хроника Бургоса» была найдена в начале XVIII века в составе календаря, находившегося в рукописи XIII века. Первое печатное издание было осуществлено в 1721 году в Мадриде. В 1767 году хроника была опубликована в качестве приложения к двадцать третьему тому «España Sagrada». Это издание стало основой для всех последующих публикаций этого исторического источника.
Текст «Хроники Бургоса» в ряде случаев дословно совпадает с текстами «Анналов Компостелы» и «Малой Амвросианской хроники». Поэтому эти три исторических источника иногда объединяют в одну группу, получившую по месту их предполагаемого создания, области Риоха, условное название «Риохские летописи» (исп. Efemérides riojanas). Одновременно, часть историков считает, что «Хроника Бургоса» имеет кастильское происхождение.
«Хроника Бургоса» предваряется введением, рассказывающим о существовавшей в Раннее Средневековье на территории Пиренейского полуострова датировке событий по испанской эре. Начало хроники представляет собой перечисление дат смертей некоторых христианских святых, включая Леандра и Исидора Севильских. Это наименее значимая часть «Хроники Бургоса». Начиная с сообщения о правлении короля вестготов Родериха, хроника основное своё внимание начинает уделять событиям, произошедшим в Кастилии и Наварре. В этой части «Хроники Бургоса» содержится целый ряд сообщений, которые отсутствуют в других исторических источниках. К таким свидетельствам относятся записи о деятельности первых графов Кастилии Родриго и Диего Родригеса Порселоса, об астурийской колонизации, об одном из самых первых на Пиренейском полуострове документально засвидетельствованных наблюдений болидов, об обстоятельствах смерти графа Кастилии Гарсии Фернандеса и правлении его преемников Санчо Гарсии и Гарсии Санчеса. В дальнейшем «Хроника Бургоса», в основном, содержит сведения о смертях правителей и знатных лиц Кастильского королевства, а также о сражениях Реконкисты. Хроника завершается описанием победы испанских христиан над маврами в битве при Лас-Навас-де-Толосе в 1212 году.
Несмотря на частые ошибки в хронологии, «Хроника Бургоса», из-за наличия в своём составе значительного числа уникальных свидетельств, является ценным источником по истории христианских областей Пиренейского полуострова (особенно Кастилии) IX—XIII веков.

## Издания
На латинском языке:
- Florez H. España Sagrada // Chronicon Burgense. — Madrid: Antonio Marin, 1767. — P. 305—310. — 435 p.

На русском языке:
- Хроника Бургоса. Восточная литература. Дата обращения: 6 апреля 2012.